# 弘南バス鰺ヶ沢営業所
| 鰺ヶ沢案内所のデータ |                                  |
| バス事業者           | 弘南バス                         |
| 所在地               | 鰺ヶ沢町大字舞戸字蒲生114番地4号 |
| 所管路線数           | 4路線                            |
| 開所日               | 1954年11月                       |

弘南バス鰺ヶ沢案内所（こうなんバスあじがさわあんないしょ）とは、青森県西津軽郡鰺ヶ沢町にある弘南バスの案内所である。

## 沿革
- 1954年11月 - 鰺ヶ沢出張所を開設。
- 1956年12月11日 - 大和田車庫が近火により類焼。
- 1958年1月 - 鰺ヶ沢出張所を鰺ヶ沢営業所へ改組。
- 1960年8月 - 組織改正により、鰺ヶ沢営業所を鰺ヶ沢支所（五所川原営業所所管）に降格。
- 196x年 - 鰺ヶ沢支所を鰺ヶ沢営業所へ復帰。
- 197x年 - 鯵ヶ沢町本町から鯵ヶ沢町舞戸へ鰺ヶ沢営業所を移転。
- 2017年3月31日 - この日の運行をもって、鰺ヶ沢町内路線を廃止し[1]、翌4月1日から、鰺ヶ沢町コミュニティバスに移管された。この再編で、鰺ヶ沢営業所管内から鰺ヶ沢町内のみの路線（夏季のみ運行する「ミニ白神直通バス」を除く）が消滅した。
- 2022年4月1日 - この日から五所川原営業所傘下の鯵ヶ沢案内所へ降格。

## 管理下にあった案内所
- 鰺ヶ沢駅前案内所
  - 2018年5月18日をもって閉鎖[2]。翌日以降、高速バス乗車券などは、鰺ヶ沢営業所で扱っていた。

## 所管路線

### 鰺ヶ沢 - 弘前線（天長園経由）
和徳車庫と共管 （聖愛高校線を除く）
- 鰺ヶ沢駅前 - 鰺ヶ沢病院 - K2マート前 - 川尻口 - 南浮田 - 鳴沢駅通り - 小屋敷 - 建石 - 天長園前 - 十腰内 - 十面沢 - 裾野中学校前 - 大森 - 貝沢 - 堂ヶ沢 - 鬼沢 - 住吉 - 高杉 - 独弧 - 石渡 - 浜の町 - 中央高校前 - 中央通り二丁目（復路：下土手町①） - 弘前バスターミナル前 - 弘前駅前 （復路は弘前バスターミナル始発）
- 聖愛高校線：鰺ヶ沢本町 → 海の駅わんど → 鰺ヶ沢駅前 → 鰺ヶ沢病院 → K2マート前 → 川尻口 → 南浮田 → 鳴沢駅通り → 小屋敷 → 建石 → 天長園前 → 十腰内 → 十面沢 → 裾野中学校前 → 大森 → 貝沢 → 堂ヶ沢 → 鬼沢 → 住吉 → 高杉 → 独弧 → 石渡 → 浜の町 → 中央高校前 → 中央通り二丁目 → 上代官町 → 住吉入口 → 弘前大学前 → 三中校前 → 実業高校前 → 聖愛高校前
  - 鰺ヶ沢本町5:50発は聖愛高校行（土日・祝日は鯵ヶ沢駅前5:55発の弘前駅行(7:25着)として運行）[3]。
  - 200x年 - 一部区間において、運賃逓減制度を適用する。
  - 2005年4月1日 - 運行本数を4往復から3往復へ減便。
  - 2021年4月1日 - 鯵ヶ沢駅前発着に変更(ただし天長園発着と聖愛高校線を除く)。[4]

### 鰺ヶ沢 - 五所川原線
五所川原営業所と共管。
- 小夜 - 釣町 - 鰺ヶ沢本町 - 海の駅わんど - 鰺ヶ沢駅前 - 舞戸 - 日本海拠点館前 - 鳴戸団地入口[5] - 川尻口 - 床舞 - 森田駅通り - 森田支所前 - 中田 - つがる市役所前 - 旧つがる警察署前[6] - 木造高校前[6] - 稲盛村 - イオンモールつがる柏 - 柏温泉前 - 本町 -つがる総合病院前  - 大町 -  五所川原駅前 - 五所川原市役所前[7]往路は新町 - 五所川原営業所
  - 199x年 - 一部便がイオン柏ショッピングセンター（現・イオンモールつがる柏）経由となる。
  - 199x年 - 一部便が小夜経由となる。
  - 199x年 - 全便がイオン柏ショッピングセンター経由となる。
  - 2002年10月1日 - 鰺ヶ沢側起終点が鰺ヶ沢本町から小夜となる。
  - 2014年4月1日 - 五所川原市につがる総合病院が開院した事に伴い、新たに設置された「つがる総合病院前」バス停を経由。これに伴い、鯵ヶ沢行は「寺町」バス停を経由しない。

### 鰺ヶ沢 - 深浦線
- 鰺ヶ沢営業所 - 鰺ヶ沢病院 - 鰺ヶ沢駅前 - 海の駅わんど - 鰺ヶ沢本町 - 釣町 - 漁師町 - 大和田西口 - 鰺ヶ沢中学校前 - 砂山 - 赤石駅前 - 北金ヶ沢駅前 - 千畳敷 - 大戸瀬駅前 - 風合瀬口 - 驫木 - 追良瀬 - 深浦診療所前 - 深浦駅前 - 弁天
  - 大和田西口⇔弁天間はフリー乗降区間。
  - 1925年5月15日 - 西海岸自動車同業組合により、鰺ヶ沢駅 - 深浦駅間の乗合バス開通[8]。
  - 199x年 - 運行本数を1往復[9]から3往復へ増便。
  - 199x年 - 弁天 - 八森山いこいの広場間を廃止。
  - 2002年4月1日 - 一部区間において運賃逓減制度を適用。運行本数を3往復から4往復へ増便。
  - 2005年 - 夏期観光シーズンに、弁天 - 深浦観光ホテル間を臨時延長[10]。
  - 2022年8月初旬～12月22日 - 五能線の不通に伴う代行バス輸送として、JRの乗車券類での乗車が認められる。
  - 2023年4月1日 - 「青森県立木造高校深浦校舎」が閉校になったことに伴い、「深浦校舎前」バス停が廃止されて、全便「深浦診療所前」バス停を通るように変更[11]。

### 十二湖線
- （不老ふ死温泉 - ウェスパ椿山 - 下岩崎 - 岩崎駅前 - 岩崎支所前 - ）アオーネ白神十二湖前 - 十二湖駅前 - 日本キャニオン入口 - 王池キャンプ場前 - 奥十二湖駐車場
  - 1961年 - 深浦 - 十二湖間で運行開始。
  - 196x年 - 運行区間を岩崎 - 十二湖間に短縮。
  - 19xx年 - サンタランド前 - 奥十二湖駐車場間を冬期間運休とする。
  - 199x年 - 全区間で冬期間の運行を取りやめ。
  - 2003年7月20日 - 一部便をウェスパ椿山まで延長。
  - 2004年6月 - 一部便を白神岳登山道まで延長。
  - 2006年4月1日 - 十二湖駅 - 白神岳登山道間を廃止（運行は2005年夏季ダイヤまで）。

不老ふ死温泉発着は、2.5往復のみ。基本的に十二湖駅でJR五能線と接続するダイヤとなっており、「リゾートしらかみ」との接続便は、複数台で運行する場合もある。最終便とその1本前の計2往復は、8月末までの運行となる。

### 廃止路線

#### 鰺ヶ沢 - 一ツ森・黒森線「ニューはっけもり号」
- 一ツ森線：鰺ヶ沢営業所 - 鰺ヶ沢病院 - 鰺ヶ沢駅前 - 海の駅わんど - 鯵ヶ沢本町 - 釣町 - 漁師町 - 大和田西口 - 鰺ヶ沢中学校前 - 砂山 - 赤石駅前 - 日照田 - 川崎 - 深谷入口 - 南金沢 - 種里 - 鬼袋 - 上一ツ森
- 黒森線（往路）：鰺ヶ沢営業所 - 鰺ヶ沢病院 - 鰺ヶ沢駅前 - 海の駅わんど - 鯵ヶ沢本町 - 釣町 - 漁師町 - 大和田西口 - 鰺ヶ沢中学校前 - 砂山 - 赤石駅前 - 日照田 - 川崎 - 深谷入口 - 深谷 - 細ヶ平 - 黒森
- 黒森線（復路）：黒森 - 細ヶ平 - 深谷 - 深谷入口 - 川崎 - 日照田 - 赤石駅前 - 砂山 - 鰺ヶ沢中学校前 - 大和田西口 - 漁師町 - 小夜 - 鯵ヶ沢駅前 - 鰺ヶ沢病院 - 鰺ヶ沢営業所
- 黒森線（一ツ森経由）：鰺ヶ沢駅前 - 小夜 - 漁師町 - 大和田西口 - 鰺ヶ沢中学校前 - 砂山 - 赤石駅前 - 日照田 - 川崎 - 深谷入口 - 南金沢 - 種里 - 鬼袋 - 上一ツ森 - 深谷 - 細ヶ平 - 黒森
  - 大和田西口⇔上一ツ森・黒森間はフリー乗降区間。
  - 195x年 - 「鰺ヶ沢 - 一ツ森線」の運行開始。
  - 1993年8月7日 - 初の住民参加型路線バス（コミュニティバス）として、深谷入口 - 黒森間にバス路線を新設し、黒森線「ニューはっけもり号」[13]として運行開始。
  - 2005年4月1日 - 「一ツ森線」3.5往復中、1往復を黒森まで延長し、1往復を廃止。「黒森線」を3往復から1往復に減便。区間便の「鬼袋線」（4往復）・「深谷入口 - 黒森線」（1.5往復）・「赤石線」（0.5往復）を廃止。
  - 2005年4月19日 - 「黒森線」（1往復）を廃止し、「深谷・松代環状線」「松代・深谷環状線」へ再編。「一ツ森経由 黒森線」（復路）の黒森 - 上一ツ森間を廃止。
  - 2005年12月1日 - 「深谷・松代環状線」「松代・深谷環状線」の廃止により、「黒森線」（1往復）を復活する。「一ツ森線」（復路）の1便を黒森始発に変更し、「一ツ森線」を1.5往復 「一ツ森経由 黒森線」を1往復とする。
  - 2017年3月31日 - この日の運行をもって廃止された[1]。翌4月1日から、鰺ヶ沢町コミュニティバスに移管。

#### 鰺ヶ沢 - 松代線
- 鯵ヶ沢本町 - 海の駅わんど - 鯵ヶ沢駅前 - 鰺ヶ沢病院 - 鯵ヶ沢営業所[14] - 総合保健福祉センター前 - 上中下 - 中村 - 派立 - 小の畑 - 芦萢 - 一本杉 - 白沢 - 松代
- 小夜経由：鯵ヶ沢本町 - 釣町 - 小夜 - 鯵ヶ沢駅前 - 鰺ヶ沢病院 - 鯵ヶ沢営業所[14] - 総合保健福祉センター前 - 上中下 - 中村 - 派立 - 小の畑 - 芦萢 - 一本杉 - 白沢 - 松代
  - 鰺ヶ沢病院⇔松代間はフリー乗降区間。
  - 2005年4月1日 - 運行本数を7往復から3.5往復へ減便。
  - 2005年4月19日 - 復路を1便廃止し、「深谷・松代環状線」へ再編。
  - 2005年12月1日 - 「深谷・松代環状線」の廃止により、復路を1便増便。
  - 2017年3月31日 - この日の運行をもって、廃止された[1]。翌4月1日から、鰺ヶ沢町コミュニティバスに移管。

#### 鰺ヶ沢 - 長平線
- 鯵ヶ沢本町 - 海の駅わんど - 鯵ヶ沢駅前 - 鰺ヶ沢病院 - 三ツ沢 - 中村 - 間木 - 長平 - 生活改善センター
- 小夜経由：生活改善センター - 長平 - 間木 - 中村 - 三ツ沢 - 中央病院前 - 鯵ヶ沢駅前 - 小夜 - 釣町 - 鯵ヶ沢本町
  - 鰺ヶ沢病院⇔生活改善センター間はフリー乗降区間。
  - 1965年8月10日 - 運行開始。ただし、この当時は臨時免許による8月25日まで期間限定の運行だった[15]。　
  - 1966年4月24日 - 本運行開始。当時は、午前2往復・夕方1往復の計3往復の運行だった[16]。
  - 2005年4月1日 - 運行本数を2往復から1.5往復へ減便。
  - 2009年4月1日 - 生活改善センター - 青少年旅行村間を廃止し、冬期スキーシーズンの鯵ヶ沢スキー場への延長運行を中止。
  - 2017年3月31日 - この日の運行をもって、廃止された[1]。翌4月1日から、鰺ヶ沢町コミュニティバスに移管。

#### 鰺ヶ沢町内線
- 天長園線：天長園前 - 建石 - 小屋敷 - 鳴沢駅通り - 南浮田 - 川尻口 - 一中校前 - 舞戸 - 鰺ヶ沢駅前 - 七ツ石 - 小夜 - 釣町 - 鰺ヶ沢本町
- 小夜線：鰺ヶ沢駅前 - 七ツ石 - 小夜
  - 町内区間便は、朝片道1便ずつの運行。
  - 日曜・祝日は運休。 （「小夜線」は休校日も運休）
  - 2017年3月31日 - この日の運行をもって、廃止された[1]。翌4月1日から、鰺ヶ沢町コミュニティバスに移管。

#### 深浦町内線
- 深浦校舎線：深浦駅前 - 吾妻橋 - 深浦校舎前
- 弁天線：深浦駅前 - 役場前 - 漁協前 - 弁天
  - 2006年3月以前 - 「深浦高校[17]線」3往復、「弁天線」2往復の運行。
  - 2006年4月1日 - 午後の「深浦駅→深浦高校[17]線」を片道1便廃止。
  - 2007年4月1日 - 午後の便を廃止。
  - 2019年4月1日 - 廃止[18]。

### ミニ白神 直通バス
- 鰺ヶ沢駅前 - ミニ白神（くろもり館）
  - ミニ白神の夏期開山中に限り、1日1往復の運行。
  - 運行廃止の時期は不明。2023年度は鯵ヶ沢町内の「西海観光株式会社」が予約制タクシーの形で運行[19]。

## 案内所周辺 (五十音順)
- 鰺ヶ沢温泉 水軍の宿
- スーパードラッグアサヒ 鰺ヶ沢店
- つがる西北五広域連合 鰺ヶ沢病院
- マックスバリュ 鰺ヶ沢店
- 三菱商事エネルギー リベルタ鯵ヶ沢SS (冨土見総業)